# Martainville (Eure)
Martainville es una localidad y comuna francesa situada en la región de Alta Normandía, departamento de Eure, en el distrito de Bernay y cantón de Beuzeville.

## Geografía
El pueblo de Martainville se sitúa en la valle del Corbie, un río del departamento de Eure que confluye en el Risle en Toutainville, cerca de Pont-Audemer.

## Demografía
| 238 | 211 | 204 | 179 | 195 | 216 |
| Para los censos de 1962 a 1999 la población legal corresponde a la población sin duplicidades (Fuente: INSEE [Consultar]) |     |     |     |     |     |